# BIND
BIND (Berkeley Internet Name Domain) je v informatice označení zřejmě nejpoužívanějšího DNS serveru v Internetu. Používá se hlavně na serverech se systémy UNIX a Linux. BIND byl původně vytvořen studenty na Kalifornské universitě v Berkeley.
Poprvé byl vydán ve verzi 4.3BSD. Paul Vixie ho začal aktualizovat v roce 1988, kdy pracoval pro Digital Equipment Corporation. Začátkem roku 2012 vydala společnost Internet Systems Consortium novou verzi BIND. Poslední verze BIND, BIND 9.20.9, byla vydána 21. května 2025.

## Historie
BIND vytvořili Douglas Terry, Mark Painter, David Riggle a Songnian Zhou okolo roku 1980 na Kalifornské universitě v Berkeley za podpory DARPA grantu. Zkratkou BIND se rozumí Berkeley Internet Name Domain.
Verze BIND od 4.8.3 byly udržovány společností Computer Systems Research Group (CSRG) v UC Berkeley.
Uprostřed 80. let převzal Paul Vixie z DEC vývoj BIND, zahrnující verze 4.9 a 4.9.1. Paul Vixie pokračoval v práci na BIND i po odchodu z DEC. BIND ve verzi 4.9.2 byl sponzorován společností Vixie Enterprises. Vixie nakonec založil firmu ISC (Internet Systems Consortium), která se stala subjektem odpovědným za vývoj BIND počínaje verzí 4.9.3.
BIND 8 vydalo ISC v květnu roku 1997.
Verzi 9 vyvinula Nominum, Inc. v rámci ISC outsourcingové smlouvy 9. října 2000. Byla napsána znovu od úplných základů, protože původní kódy BIND měly, díky jejich architektuře, problém s ověřením bezpečnosti. Dále byla přidána podpora DNSSEC (zabezpečené DNS). Další důležité funkce BIND 9 zahrnují: TSIG, nsupdate, IPv6, rndc, podporu pro více procesorů a lepší přenositelnost mezi architekturami. Rndc využívá sdíleného tajného klíče k šifrování mezi místním a vzdáleným terminálem v průběhu každé session.
BIND 9 byl vyvíjen v rámci komerčních i vojenských smluv.[zdroj?] Většinu jeho funkcí financovali vývojáři UNIXu, kteří chtěli zajistit, aby byl BIND konkurenceschopný s nabídkami DNS společnosti Microsoft.[zdroj?] DNSSEC funkce byly financovány americkou armádou, pro kterou je zabezpečení DNS velice důležité.[zdroj?]
BIND 10 byla nová vývojová verze BIND, která byla napsána kompletně na zelené louce. Projekt byl ovšem neúspěšný, a byl po pěti letech zastaven. Po zastavení prací na BIND 10 se vývojová aktivita opět přesunula k BIND 9.

## Podpora databáze
Starší verze programu BIND nabízely pro ukládání a načítání dat pouze textové soubory. V roce 2007 BIND 9.4 umožnil pro ukládání použít databázové formáty jako LDAP, Berkeley DB, PostgreSQL, MySQL a ODBC.

## Zabezpečení
Zastaralé verze BIND 4 a BIND 8 měly značný počet vážných bezpečnostních chyb. Jejich použití se v dnešní době důrazně nedoporučuje. BIND 9 byl kompletně přepsán a tedy částečně zmírnil tyto bezpečnostní neduhy.

### Návody na konfiguraci
- Český návod na konfiguraci na linuxzone.cz